# 138 (število)
138 (stó ósemintrídeset) je naravno število, za katero velja 138 = 137 + 1 = 139 - 1.

## V matematiki
- sestavljeno število.
- klinasto število.
- 138 = 29 + 31 + 37 + 41.
- Ulamovo število {\displaystyle 138=36+102\,\!}.
- Zumkellerjevo število.

## Drugo

### Leta
- 138 pr. n. št.
- 138, 1138, 2138